# Euphorbia orbifolia
Euphorbia orbifolia är en törelväxtart som först beskrevs av Brother Alain, och fick sitt nu gällande namn av Robertus Cornelis Hilarius Maria Oudejans. Euphorbia orbifolia ingår i släktet törlar, och familjen törelväxter.
Artens utbredningsområde är Puerto Rico. Inga underarter finns listade i Catalogue of Life.